# Hedwig Voegt
Hedwig Therese Dorothea Henriette Voegt (* 28. Juli 1903 in Hamburg; † 14. März 1988 in Leipzig) war eine deutsche Literaturwissenschaftlerin und Hochschullehrerin.

## Leben
Hedwig Voegt wurde im Hamburger Stadtteil St. Pauli geboren. Nach dem Schulbesuch absolvierte sie eine Ausbildung zur Kontoristin. Ab 1920 arbeitete sie bei der Deutschen Reichspost. 1925 schloss sie sich der KPD an, war Arbeiterkorrespondentin der Hamburger Volkszeitung und gab die illegale Betriebszeitung des Fernsprechamts in Hamburg heraus.
Während der Zeit des Nationalsozialismus wurde sie politisch verfolgt und 1931 zum ersten Mal verhaftet. Am 12. September 1933 wurde sie nach dem Gesetz zur Wiederherstellung des Berufsbeamtentums aus dem Postdienst entlassen. Sie arbeitete illegal für die KPD und wurde 1934 wegen Vorbereitung zum Hochverrat zu einer zweijährigen Zuchthausstrafe verurteilt, die sie in der Frauen-Strafanstalt Lübeck-Lauerhof verbüßte. Die Gestapo verhaftete sie 1938, Hedwig Voegt war danach bis Ende März 1939 im KZ Fuhlsbüttel inhaftiert. Sie wurde in Geiselhaft genommen, als Deutschland im Juni 1941 die Sowjetunion angriff.
Nach dem Ende des Zweiten Weltkriegs nahm Hedwig Voegt ihre politische Arbeit für die KPD wieder auf und war Mitglied der Bezirksleitung Wasserkante; sie arbeitete beim Landesarbeitsamt in Hamburg.

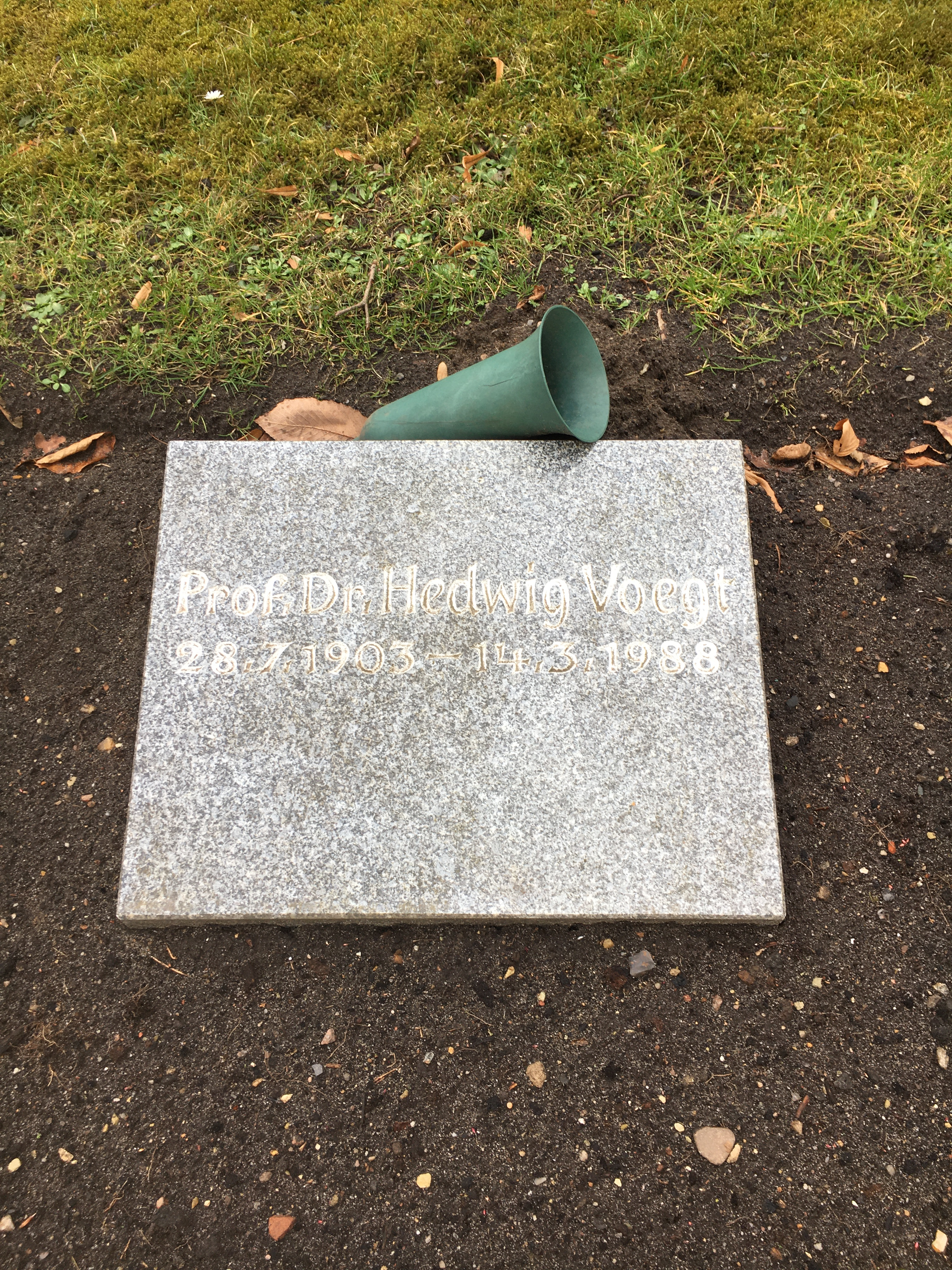
Grabstätte auf dem Friedhof Ohlsdorf

Die KPD delegierte Hedwig Voegt 1948 zum Studium in der Sowjetischen Besatzungszone. Sie war wissenschaftliche Hilfskraft am Goethe- und Schiller-Archiv in Weimar und studierte ab 1949 Publizistik in Leipzig. Im selben Jahr wurde sie Mitglied der SED. An der Friedrich-Schiller-Universität Jena wurde sie 1952 mit der Dissertation Der demokratische Patriotismus in der deutschen jakobinischen Literatur 1790–1800 zur Dr. phil mit cum laude promoviert. Ihr Doktorvater war Gerhard Scholz.
1953 erhielt sie einen Lehrauftrag für Geschichte der deutschen Literatur an der Universität Leipzig. 1955 wechselte sie von der Philosophischen Fakultät an die Fakultät für Journalistik, wurde 1959 Professorin und lehrte literarische Publizistik und Stilistik. Gleichzeitig leitete sie das Institut für literarische Publizistik und Stilistik und war ab 1961 Prodekanin für den wissenschaftlichen Nachwuchs. 1963 wurde sie vom Dienst entpflichtet. Im Sommersemester 1986 hielt sie auf Einladung von Inge Stephan vom literaturwissenschaftlichen Seminar der Universität Hamburg eine Vorlesung zur jakobinischen Reiseliteratur. 
Im März 1988 wurde ihre Urne auf dem Leipziger Südfriedhof beigesetzt. Nach Auflassung des dortigen Ehrenhains wurde die Urne nach Hamburg überführt und am 5. März 2011 im Ehrenfeld der Geschwister-Scholl-Stiftung auf dem Friedhof Ohlsdorf beigesetzt. 
Hedwig Voegt gab unter anderem Werke und Briefe von Georg Friedrich Rebmann heraus, Rebmanns Hans Kiekindiewelts Reisen in alle vier Weltteile und andere Schriften, Johann Heinrich Voß’ Werke in einem Band sowie Knigges Der Traum des Herrn Brick.

## Auszeichnungen
- 1963: Vaterländischer Verdienstorden in Silber
- 1973: Vaterländischer Verdienstorden in Gold[2]
- Carl-von-Ossietzky-Medaille des Friedensrats der DDR
- Johannes-R.-Becher-Medaille
- Medaille für Kämpfer gegen den Faschismus 1933 bis 1945

## Werke
- Edith Braemer, Hedwig Voegt: Die Forderung des Tages. Ein Goethe-Bild für die deutschen Werktätigen. Verlag der Täglichen Rundschau, Berlin 1949
- Die deutsche jakobinische Literatur und Publizistik. 1789 bis 1800. Rütten & Loening, Berlin 1955.
- Georg Friedrich Rebmann: Hans Kiekindiewelts Reisen in alle vier Weltteile und andere Schriften. Rütten & Loening, Berlin 1958.
- Johann Heinrich Voß: Werke in einem Band. Ausgewählt und eingeleitet von  Hedwig Voegt. Aufbau-Verlag, Berlin 1966. (2. Aufl. 1972; 3. Aufl. 1983)
- Rebmann, Georg Friedrich. In:  Biographisches Lexikon zur deutschen Geschichte. Hrsg. von Karl Obermann, Heinrich Scheel, Helmuth Stoecker u. a. Deutscher Verlag der Wissenschaften, Berlin 1967, S. 387–388.
- Hennings, August v. In: Biographisches Lexikon zur deutschen Geschichte. Von den Anfängen bis 1917. Deutscher Verlag der Wissenschaften, Berlin 1967, S. 206–207.
  - Hennings, August v. In: Biographisches Lexikon zur deutschen Geschichte. Von den Anfängen bis 1945. Deutscher Verlag der Wissenschaften, Berlin 1970, S. 290–291.
- Georg Friedrich Rebmann: Kosmopolitische Wanderungen durch einen Teil Deutschlands. Hrsg. und eingeleitet von Hedwig Voegt. Insel Verlag, Frankfurt am Main 1968.
- Adolph Freiherr von Knigge: Der Traum des Herrn Brick. Essays, Satiren, Utopien. Hrsg. von Hedwig Voegt. Rütten & Loening, Berlin 1968. (2. Aufl. 1979)
- Festansprache anlässlich der Wiedereröffnung des Schillerhäuschens Leipzig-Gohlis am 7. September 1968. Stadtarchiv Leipzig, Leipzig 1969.
- Johann Heinrich Merck: Galle genug hab ich im Blute. Fabeln, Satiren, Essays. Hrsg. von Hedwig Voegt. Rütten & Loening, Berlin 1973.
- Georg Kerner: Jakobiner und Armenarzt, Reisebriefe Berichte Lebenszeugnisse. Hrsg. von Hedwig Voegt. Rütten & Loening, Berlin 1968
- Georg Friedrich Rebmann: Holland und Frankreich in Briefen geschrieben auf einer Reise von der Niederelbe nach Paris im Jahr 1796 und dem fünften der französischen Republik. Hrsg. von Hedwig Voegt. Rütten & Loening, Berlin 1981.
- Georg Friedrich Rebmann: Werke und Briefe. 3 Bände. Hrsg. von Hedwig Voegt, Werner Greiling und Wolfgang Ritschel. Rütten & Loening, Berlin 1990.